# سنيلفيل
سنيلفيل (بالإنجليزية: Snellville, Georgia)‏ هي مدينة تقع في مقاطعة غوينيت، جورجيا بولاية جورجيا في الولايات المتحدة. تبلغ مساحة هذه المدينة 25.1 (كم²)، وترتفع عن سطح البحر 323.7 م، بلغ عدد سكانها 18242 نسمة في عام 2010 حسب إحصاء مكتب تعداد الولايات المتحدة.

## وصلات خارجية
- www.Snellville.org
- Cities & Counties - Georgia.gov